# Unione Nazionale degli Studenti Marocchini
L'Unione Nazionale degli Studenti Marocchini (in arabo الاتحاد الوطني لطلبة المغرب‎?; in francese Union nationale des étudiants du Maroc), in sigla UNEM, è un sindacato studentesco marocchino.

## Storia
Il sindacato venne fondato a Rabat da Mehdi Ben Barka e da altri membri dell'Istiqlal nel 1956, in seguito all'indipendenza del Marocco, unificando varie associazioni studentesche attive nel Paese, in particolare l'Associazione degli Studenti Marocchini e l'Unione degli Studenti del Maghreb. La nascita del sindacato venne ben accolta da gran parte della classe politica e l'allora principe Hasan fu presidente onorario nella prima conferenza. Le principali iniziali richieste del sindacato furono la marocchinizzazione delle strutture amministrative e l'arabizzazione del sistema educativo. In occasione della conferenza del 1961, tenuta ad Azrou, l'UNEM avanzò richieste di una maggiore liberalizzazione e democraticizzazione della struttura politica marocchina. Lo stesso anno l'ala conservatrice secedette dall'UNEM fondando l'Unione Generale degli Studenti Marocchini. L'UNEM divenne quindi egemonizzata dalla sinistra, associandosi fortemente all'Unione Nazionale delle Forze Popolari.
L'UNEM rivestì un ruolo fondamentale nell'ambito delle manifestazioni studentesche degli anni 1960, scatenando la reazione delle autorità, che repressero l'organizzazione, arrestando vari suoi rappresentanti, chiudendone gli uffici nel 1967 e bandendo l'organizzazione nel 1974.
L'UNEM venne ripristinata nel 1976, ma dovette affrontare il fenomeno del revivalismo islamico, che portò a confluire nell'organizzazione studenti islamisti, che progressivamente egemonizzarono l'organizzazione, emarginando la componente di sinistra fino ad allora dominante. Le sinistre vennero isolate nel mondo studentesco in particolare dagli attivisti di Giustizia e Carità.